# Municipio de Penn (condado de Jay)
El municipio de Penn (en inglés, Penn Township) es una subdivisión administrativa del condado de Jay, Indiana, Estados Unidos. Según el censo de 2020, tiene una población de 1133 habitantes.

## Geografía
Está ubicado en las coordenadas 40°31′21″N 85°9′37″O / 40.52250, -85.16028. Según la Oficina del Censo de los Estados Unidos, tiene una superficie total de 78,23 km², de la cual 78,19 km² corresponden a tierra firme y (0,05 %) 0,04 km² es agua.

## Demografía
Según el censo de 2020, hay 1133 personas residiendo en la zona. La densidad de población es de 14,49 hab./km². El 96,91 % son blancos, el 0,26 % son afroamericanos, el 0,26 % son amerindios, el 0,35 % son de otras razas y el 2,21 % son de una mezcla de razas. Del total de la población, el 1,32 % son hispanos o latinos de cualquier raza.